# Fan Car-aoke
Fan Car-aoke è uno spettacolo di varietà italiano prodotto da Nonpanic. La prima edizione del programma, condotta da Giampaolo Morelli e Giulia Valentina, è andata in onda in seconda serata tra l'autunno 2016 e l'inverno 2017 su Rai 1.
La seconda edizione è prevista per il 2018, si sposta su Rai 2 con la conduzione di Andrea Perroni, Brenda Lodigiani e Giorgia Palmas.

## Il programma
Il programma prevede che a ogni puntata due personaggi del mondo della musica viaggino su un'auto e vengano portati in giro ripercorrendone la carriera tra esibizioni lampo e aneddoti. Nel frattempo, nell'auto che viaggia dietro, tre estimatori dei cantanti intervistati si sfidano in una minicompetizione basata sull'interpretazione di alcune canzoni dell'intervistato per guadagnarsi l'incontro con gli ospiti della puntata.

## Prima edizione

### Collocazione in palinsesto
Il programma è stato originariamente collocato nel palinsesto serale della domenica di Rai 1, a un orario anticipato rispetto agli orari classici della fascia di seconda serata in Italia, alle 22.30, in binomio con la terza stagione della serie televisiva Braccialetti rossi. A causa dei risultati d'ascolto notevolmente bassi rispetto alla media della rete (un milione e mezzo di telespettatori, pari al 7,90% di share), la società produttrice del formato, insieme con la direzione dell'emittente, hanno posticipato la trasmissione dei restanti episodi già registrati al mese di dicembre.
La seconda puntata, avente come protagonista il cantante Nek, è stata così trasmessa il 25 dicembre successivo, sempre di domenica in seconda serata, ma più tardi rispetto al primo appuntamento, intorno alle 23.30.

### Ascolti
| Puntata       | Messa in onda    | Ospiti                                  | Telespettatori | Share  |
| ------------- | ---------------- | --------------------------------------- | -------------- | ------ |
| 1             | 16 ottobre 2016  | Alessandra Amoroso, Zucchero Fornaciari | 1.576.000      | 7,90%  |
| 2             | 25 dicembre 2016 | Nek                                     | 1.431.000      | 12,79% |
| 3             | 29 dicembre 2016 | Emma, Giuliano Sangiorgi e i Negramaro  | 1.192.000      | 8,97%  |
| 4             | 5 gennaio 2017   | Gigi D'Alessio, Noemi                   | 1.131.000      | 7,60%  |
| 5             | 12 gennaio 2017  | Piero Pelù e Ghigo Renzulli, Kekko      | 1.193.000      | 10,48% |
| 6             | 21 gennaio 2017  | Nina Zilli, Alex Britti                 | 911.000        | 10,60% |
| 7             | 26 gennaio 2017  | Lorenzo Fragola, Francesco Renga        | 1.251.000      | 11,10% |
| 8             | 2 febbraio 2017  | Francesca Michielin, Max Gazzè          | 966.000        | 8,36%  |
| Media Auditel | Media Auditel    | Media Auditel                           | 1.206.000      | 9,72%  |